# Паркометър
Паркометърът е устройство, използвано за събиране на пари в замяна на правото за паркиране на превозно средство на определено място за ограничен период от време.
Местата за паркиране могат да се използват от общини като инструмент за прилагане на интегрирана политика за паркиране на улицата, обикновено свързана с политиката им за управление на трафика и мобилността, както и за приходи.

## История
Първият патент за паркометър е в САЩ, подаден от Роджър У. Бабсън на 30 август 1928 г. Паркометърът е предназначен да работи на захранване от батерията на паркиращото превозно средство и изисква връзка от превозното средство до измервателното устройство.